# Denny Crum
Denzil Edwin Crum, detto Denny (San Fernando, 2 marzo 1937 – Louisville, 9 maggio 2023), è stato un cestista e allenatore di pallacanestro statunitense, membro del Naismith Memorial Basketball Hall of Fame dal 1994.

## Carriera
Ha vinto il campionato NCAA nel 1980 e nel 1986.
Ha guidato gli Stati Uniti ai Giochi panamericani di Indianapolis 1987.

## Palmarès
- 2 volte campione NCAA (1980, 1986)